# Халльквист, Бритт
Бритт Герда Халльквист, урождённая Нюман, (швед. Britt Gerda Hallqvist; 14 февраля 1914, Умео — 20 марта 1997, Лунд) — шведская писательница, поэтесса и переводчик.

## Биография и творчество
Бритт Нюман родилась в 1914 году в Умео. Её отец был преподавателем иностранных языков, а мать — переводчицей. Когда Бритт было 12 лет, родители развелись, и она с матерью и двумя братьями переехала в Лунд. Там Бритт окончила школу, а впоследствии Лундский университет со степенью магистра по языкам и литературе. В 1940 году она вышла замуж за священника Стена Халльквиста и поселилась с ним в Вестергётланде. У них родилось четверо детей. В 1958 году семья вернулась в Лунд, где Бритт Халльквист жила до конца своей жизни.
В 1950 году вышла первая книга Бритт Халльквист, «Rappens på Blåsopp», получившая премию Svenska Dagbladet как лучшая детская книга года. Впоследствии Халльквист написала множество детских книг в стихах и прозе, а её двоюродная сестра Хельга Хеншен создала иллюстрации к некоторым из них. Халльквист также писала «взрослую» лирику, в том числе сборник стихотворений «Förenklat» (1955), а также церковные гимны и псалмы.
До того как начать писать, Бритт Халльквист занималась переводами, в частности, английской, немецкой и французской детской поэзии. В 1950-х годах она переводила произведения классических детских авторов, в том числе Андерсена, Киплинга, Милна, Уайт и Льюиса. Позднее она занялась переводами лирической поэзии и драматургии. Самым известным из них стал перевод «Фауста» Гёте.
В 1962 году Бритт Хальквист опубликовала новый перевод «Хоббита» Толкиена. В 1970-х годах она продолжила переводить классиков детской литературы, в том числе братьев Гримм и Беатрис Поттер, а также современных детских авторов. Кроме того, она опубликовала ряд переводов пьес Шекспира, в том числе новые переводы «Короля Лира», «Макбета» и «Гамлета». Помимо литературных произведений, Халльквист часто переводила оперные либретто, а также выполнила шведский перевод рок-оперы Тима Райса и Эндрю Ллойда Уэббера «Иисус Христос — суперзвезда».
Как переводчик Бритт Халльквист отличалась универсальностью: она работала с самыми разными жанрами, от поэзии и прозы до песенных текстов и драматургии. Кроме того, она переводила со многих языков: в основном с английского и немецкого, но также с французского, датского и норвежского. При переводе с других языков — голландского, русского, чешского и японского — она прибегала к текстам-посредникам и консультировалась у специалистов. Переводческая деятельность Халльквист была отмечена множеством премий, включая премию Шведской академии и премию Эльсы Тулин.
Бритт Халльквист умерла 20 марта 1997 года.